# Franz Bartik
Franz Bartik (* 2. August 1896 in Althütten, Böhmen; † 13. Februar 1969 in Amstetten) war ein österreichischer Politiker (ÖVP).

## Leben
Bartik arbeitete als Eisenbahner und war von 1945 bis 1948 Vizebürgermeister von Amstetten. Bartik vertrat die ÖVP vom 12. Dezember 1945 bis zum 5. November 1949 im Niederösterreichischen Landtag. 